# El Tarter (Canillo)
El Tarter és un nucli de població del Principat d'Andorra situat a la parròquia de Canillo. L'any 2015 tenia 672 habitants.